# 大阪市立科學館

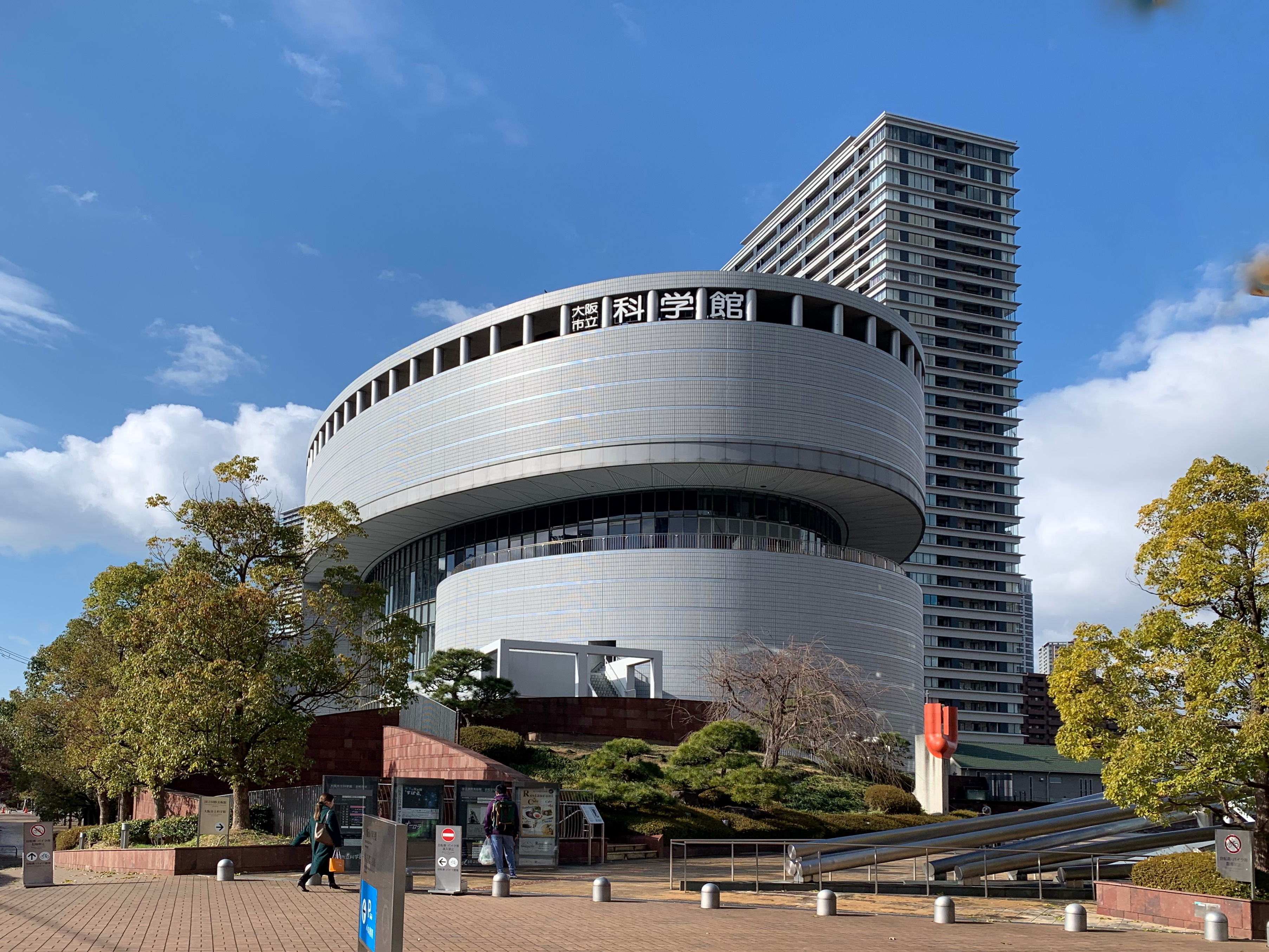
大阪市立科學館

大阪市立科学館（おおさかしりつかがくかん）。是位于大阪市北区中之岛的科学馆。主题是“宇宙和能源”。

## 历史
为了庆祝大阪市制造业100周年，关西电力捐助了65亿日元的建筑设备的使其于1989年开馆。前身是日本第一的科学馆，大阪市电器科学馆天文馆首次推出。（开馆是战前的1937年）。有200项目的其他科学秀等进行长期展览。此外，世界第5位的直径26.5 m的巨蛋的天象仪・オムニ麦克斯（IMAX）外，2004年7月天象仪，全天数码影像装置组合的下一代的设施和重新开放了。2008年7月18日展示场被更新，1928年东洋第一机器人（人造人）的學天則复原的实物大的动态模型被公开。同好会会员1050人，少年俱乐部拥有170人。同时出售科学的书籍和销售商品的店铺，咖啡。
另外，收藏有日本首次的天象仪（卡尔蔡斯II型）、大阪大学使用了的考克饶夫沃尔顿型加速器，日本首次的正式化学研究所的舍蜜局方面的资料，拥有从战前的电气测量器和电气设备相关资料的收集等。另外，从战前的天文学为中心的普及书籍、杂志的收藏在西日本首屈一指。

## 建筑概述
- 成立于1989年
- 完成 - 1989
- 设计 - 竹中公司
- 总建筑面积 - 8,920.79平方米
- 地点 - 〒530-0005大阪中之岛，北区4-2-1

## 馆长
- 中野董夫（初代、元大阪市立大学教授、諾貝爾獎候選人）
- 宮本重徳（二代、元大阪大学名誉教授）
- 伊藤公一（三代、元大阪市立大学教授、諾貝爾獎候選人）
- 高橋憲明（四代、元大阪大学教授）
- 加藤賢一（五代、元大阪市立科学館学芸員）
- 齋藤吉彦（現、元大阪市立科学館学芸員）

## 附近
- 国家美术馆，大阪博物馆
- 关西电力株式会社
- 在日本大阪教堂基督联合教会
- DAIBIRU公司
- 丽嘉皇家酒店
- 大阪国际会议中心（大魔方大阪）
- 大阪市立东洋陶瓷美术馆
- 大阪中之岛政府办公室
- 大阪大学中之岛中心
- 筑前桥